# Saison 1921-1922 de la Juventus FC
Maillots
Chronologie
Saison précédente Saison suivante
La saison 1921-1922 du Foot-Ball Club Juventus est la vingtième de l'histoire du club, créé vingt-cinq ans plus tôt en 1897.
La société turinoise qui fête cette année son 25e anniversaire prend part à l'édition du championnat dissident d'Italie de la CCI (appelé alors la Première division), la dernière édition d'une compétition annuelle de football avant l'ère fasciste de Mussolini.

## Historique
Pour cette saison, le Foot-Ball Club Juventus qui fête son 25e anniversaire a pour objectif de se rattraper par rapport à sa précédente saison, qui avait vu le club enregistrer une légère baisse de résultats.
C'est au cours de cette nouvelle saison que le club change de siège de direction, en passant de la Via Carlo Alberto, 43 à la Via Botero, 16.
Pour tenter de faire face à un championnat s'annonçant plus compliqué, avec de nombreux matchs en vue, la Juve augmente son effectif, et accueille en son sein les gardiens de but Emilio Barucco et Gianpiero Combi. Du côté de sa défense, on note les arrivées de Fazio et Frangia, puis de Giovanni Barale, Piero Dusio (retour au club), Piero Gilli, Silvio Perotti ainsi que Steffanoni pour les milieux. En attaque arrivent de leur côté Francesco Blando, Feroldi, Cappelli, Luigi Ferrero puis Gaetano Gallo.
Au cours de cette saison, la Juve s'inscrit dans un des deux championnats du pays, le Championnat d'Italie de la CCI 1921-1922 (en italien Campionato d'Italia dalla CCI), championnat dissident de la FIGC (qui organisa également son propre championnat). La CCI divisa son championnat en deux phases (Ligue nord et Ligue sud) composé d'éliminatoires avec des phases de finales de ligue puis de finale nationale. Les bianconeri sont placés dans le groupe A éliminatoire du tournoi, qualificatif pour la phase finale du nord.
Le dimanche 2 octobre 1921, le FBC Juventus commence sa saison en s'imposant d'entrée à l'extérieur contre l'Hellas Vérone 3-1 (avec un doublé de Grabbi et un but de Bruna), avant d'enchaîner une série de 4 victoires consécutives qui s'arrête au bout de la 5e journée lors d'un nul à domicile 2 buts partout contre Spezia (avec une réalisation de Ferraris et une de Sereno). Le 13 novembre, les joueurs juventini connaissent leur première déroute 1 à 0 contre Novare au Corso Sebastopoli. Jusqu'à la trêve hivernale, le club bianconero alterne des résultats plus ou moins bons. Lors du premier match de la nouvelle année le 22 janvier 1922, la Juve se fait battre sur un lourd score de 6 buts à 2 contre l'Andrea Doria chez eux (avec des buts bianconeri de Ferraris et Barale), puis 7-1 trois semaines plus tard à l'extérieur contre le futur vainqueur du groupe de Pro Vercelli (Beccuti sauva l'honneur). Le club juventino entame ensuite une série très moyenne de 2 défaites, 2 matchs nuls et une victoire, avant de finir sa saison lors de la 22e journée du 30 avril sur un match nul 1-1 contre Bologne à domicile avec une réalisation de Beccuti. Avec 27 points remportés grâce à 7 victoires, 8 nuls ainsi que 7 défaites, la Juventus n'arrive qu'à la 6e place, insuffisante pour franchir le cap supérieur.
Cette saison bianconera s'achève une fois de plus de façon décevante, le club n'arrivant guère à passer le premier tour depuis 2 ans.

## Déroulement de la saison

### Résultats en championnat de la CCI

#### Éliminatoires groupe A
| dimanche 2 octobre 1921 1re journée | Hellas Vérone | 1 - 3 | Juventus              | Vérone Arbitre : Venegoni |
| dimanche 2 octobre 1921 1re journée | Bottaccini    |       | Grabbi · (pen.) Bruna | Vérone Arbitre : Venegoni |

| dimanche 9 octobre 1921 2e journée | Juventus                  | 2 - 0 | Andrea Doria | Stadio di Corso Sebastopoli, Turin Arbitre : Mombelli |
| dimanche 9 octobre 1921 2e journée | Ferraris 37e · Barale 74e |       |              | Stadio di Corso Sebastopoli, Turin Arbitre : Mombelli |

| dimanche 16 octobre 1921 3e journée | Milan           | 1 - 3 | Juventus                                 | Campo di Viale Lombardia, Milan Arbitre : Sanguinetti |
| dimanche 16 octobre 1921 3e journée | Santagostino 3e |       | 1e (csc) Lovati · 20e Marchi · 76e Gallo | Campo di Viale Lombardia, Milan Arbitre : Sanguinetti |

| dimanche 23 octobre 1921 4e journée | Juventus   | 1 - 2 | US Milanese              | Stadio di Corso Sebastopoli, Turin Arbitre : Brunetti |
| dimanche 23 octobre 1921 4e journée | Marchi 76e |       | 83e Dagradi · 86e Paride | Stadio di Corso Sebastopoli, Turin Arbitre : Brunetti |

| dimanche 30 octobre 1921 5e journée | Juventus                  | 2 - 2 | Spezia                      | Stadio di Corso Sebastopoli, Turin Arbitre : Panseri |
| dimanche 30 octobre 1921 5e journée | Ferraris 37e · Sereno 53e |       | 51e Robecchi · 85e Rossetti | Stadio di Corso Sebastopoli, Turin Arbitre : Panseri |

| dimanche 6 novembre 1921 6e journée | Bologne     | 1 - 1 | Juventus  | Bologne Arbitre : Mombelli |
| dimanche 6 novembre 1921 6e journée | Alberti 52e |       | 24e Gallo | Bologne Arbitre : Mombelli |

| dimanche 13 novembre 1921 7e journée | Juventus | 0 - 1       | Novare | Stadio di Corso Sebastopoli, Turin Arbitre : Rangone |
| dimanche 13 novembre 1921 7e journée |          | 65e Fornaro |        | Stadio di Corso Sebastopoli, Turin Arbitre : Rangone |

| dimanche 20 novembre 1921 8e journée | Pro Vercelli  | 1 - 1 | Juventus     | Verceil Arbitre : Brunetti |
| dimanche 20 novembre 1921 8e journée | Ardissone 89e |       | 69e Ferraris | Verceil Arbitre : Brunetti |

| dimanche 27 novembre 1921 9e journée | Juventus     | 1 - 2 | Mantoue                        | Stadio di Corso Sebastopoli, Turin Arbitre : Massa |
| dimanche 27 novembre 1921 9e journée | Ferraris 13e |       | 20e Vidotto · 87e Barbieri III | Stadio di Corso Sebastopoli, Turin Arbitre : Massa |

| dimanche 4 décembre 1921 10e journée | Juventus                      | 3 - 1 | Livourne      | Stadio di Corso Sebastopoli, Turin Arbitre : Brunetti |
| dimanche 4 décembre 1921 10e journée | Grabbi 35e · Ferraris 72e 85e |       | 17e Innocenti | Stadio di Corso Sebastopoli, Turin Arbitre : Brunetti |

| dimanche 11 décembre 1921 11e journée | Vicence     | 1 - 1 | Juventus     | Campo di Borgo Casale, Vicence Arbitre : Fries |
| dimanche 11 décembre 1921 11e journée | Zanotto 54e |       | 41e Ferraris | Campo di Borgo Casale, Vicence Arbitre : Fries |

| dimanche 18 décembre 1921 12e journée | Juventus                | 2 - 0 | Hellas Vérone | Stadio di Corso Sebastopoli, Turin Arbitre : Sanguinetti |
| dimanche 18 décembre 1921 12e journée | Masera 46e · Grabbi 61e |       |               | Stadio di Corso Sebastopoli, Turin Arbitre : Sanguinetti |

| dimanche 22 janvier 1922 13e journée | Andrea Doria                                                        | 6 - 2 | Juventus                  | Gênes Arbitre : Crivelli |
| dimanche 22 janvier 1922 13e journée | Roncaglione 20e · Garoglio 36e 40e · Cornaciani 65e · Dellacasa 68e |       | 49e Ferraris · 81e Barale | Gênes Arbitre : Crivelli |

| dimanche 5 février 1922 14e journée | US Milanese      | 2 - 0 | Juventus | Milan Arbitre : Canestelli |
| dimanche 5 février 1922 14e journée | Veronesi 80e 87e |       |          | Milan Arbitre : Canestelli |

| dimanche 12 février 1922 15e journée | Spezia          | 1 - 1 | Juventus     | La Spezia Arbitre : Maiani |
| dimanche 12 février 1922 15e journée | Rossetti II 83e |       | 42e Ferraris | La Spezia Arbitre : Maiani |

| dimanche 5 mars 1922 16e journée | Juventus   | 1 - 7 | Pro Vercelli                                                           | Stadio di Corso Sebastopoli, Turin Arbitre : Panseri |
| dimanche 5 mars 1922 16e journée | Beccuti 5e |       | 53e Parodi · 60e 73e Gay · 65e Rampini · 80e Ceria · 81e 85e Ardissone | Stadio di Corso Sebastopoli, Turin Arbitre : Panseri |

| dimanche 12 mars 1922 17e journée | Mantoue | 0 - 1  | Juventus | Mantoue Arbitre : Crivelli |
| dimanche 12 mars 1922 17e journée |         | Marchi |          | Mantoue Arbitre : Crivelli |

| dimanche 19 mars 1922 18e journée | Livourne | 0 - 0 | Juventus | Livourne Arbitre : Dani |
| dimanche 19 mars 1922 18e journée |          |       |          | Livourne Arbitre : Dani |

| dimanche 26 mars 1922 19e journée | Juventus    | 1 - 0 | Vicence | Stadio di Corso Sebastopoli, Turin Arbitre : Fani |
| dimanche 26 mars 1922 19e journée | Beccuti 18e |       |         | Stadio di Corso Sebastopoli, Turin Arbitre : Fani |

| dimanche 9 avril 1922 20e journée | Juventus | 0 - 0 | Milan | Stadio di Corso Sebastopoli, Turin Arbitre : Vagge |
| dimanche 9 avril 1922 20e journée |          |       |       | Stadio di Corso Sebastopoli, Turin Arbitre : Vagge |

| dimanche 23 avril 1922 21e journée | Novare                                  | 2 - 1 | Juventus       | Novare Arbitre : Rangone |
| dimanche 23 avril 1922 21e journée | Meneghetti 5e (pen.) · Santagostino 10e |       | 38e Steffanoni | Novare Arbitre : Rangone |

| dimanche 30 avril 1922 22e journée | Juventus | 1 - 1 | Bologne         | Stadio di Corso Sebastopoli, Turin Arbitre : Venegoni |
| dimanche 30 avril 1922 22e journée | Beccuti  |       | 60e Della Valle | Stadio di Corso Sebastopoli, Turin Arbitre : Venegoni |

##### Classement
|  |    | Éliminatoires Ligue nord - groupe A | Pts | MJ | V  | N | D  | BP | BC | Dif |
|  | -- | ----------------------------------- | --- | -- | -- | - | -- | -- | -- | --- |
|  | 1. | Pro Vercelli                        | 36  | 22 | 17 | 2 | 3  | 61 | 14 | +47 |
|  | 2. | Novare                              | 30  | 22 | 12 | 6 | 4  | 47 | 19 | +28 |
|  | 3. | Bologne                             | 27  | 22 | 11 | 5 | 6  | 44 | 22 | +22 |
|  | 4. | Mantoue                             | 24  | 22 | 11 | 2 | 9  | 40 | 34 | +14 |
|  | 5. | Andrea Doria                        | 23  | 22 | 11 | 1 | 10 | 36 | 32 | +4  |
|  | 6. | Juventus                            | 22  | 22 | 7  | 8 | 7  | 27 | 32 | -5  |

### Matchs amicaux
| dimanche 11 septembre 1921 | Juventus       | 1 - 4 | Novare           |  |
| dimanche 11 septembre 1921 | Buteur inconnu |       | Buteurs inconnus |  |

| dimanche 18 septembre 1921 | Savone           | 2 - 2 | Juventus         |  |
| dimanche 18 septembre 1921 | Buteurs inconnus |       | Buteurs inconnus |  |

| mardi 20 septembre 1921 | Juventus | 0 - 3            | Torino et US Torinese | Turin |
| mardi 20 septembre 1921 |          | Buteurs inconnus |                       | Turin |

| dimanche 25 septembre 1921 | Genoa          | 1 - 2 | Juventus         |  |
| dimanche 25 septembre 1921 | Buteur inconnu |       | Buteurs inconnus |  |

| dimanche 8 janvier 1922 | Juventus         | 2 - 0 | Alexandrie |  |
| dimanche 8 janvier 1922 | Buteurs inconnus |       |            |  |

| dimanche 19 février 1922 | Juventus         | 2 - 2 | US Balzolese     |  |
| dimanche 19 février 1922 | Buteurs inconnus |       | Buteurs inconnus |  |

| dimanche 14 mai 1922 | Juventus       | 1 - 1 | Mantoue        |  |
| dimanche 14 mai 1922 | Buteur inconnu |       | Buteur inconnu |  |

#### Gran Premio Circuito Brescia
| samedi 3 septembre 1921 | Mantoue          | 2 - 3 | Juventus         |  |
| samedi 3 septembre 1921 | Buteurs inconnus |       | Buteurs inconnus |  |

| dimanche 4 septembre 1921 | Brescia | score inconnu | Juventus |  |
| dimanche 4 septembre 1921 |         |               |          |  |

#### Coppa Associazione Nazionale Mutilati
| dimanche 25 décembre 1921 | Torino         | 1 - 0 | Juventus | Turin |
| dimanche 25 décembre 1921 | Buteur inconnu |       |          | Turin |

| dimanche 16 avril 1922 | Juventus         | 3 - 1 | Torino         | Turin |
| dimanche 16 avril 1922 | Buteurs inconnus |       | Buteur inconnu | Turin |

| jeudi 24 mai 1922 | Juventus         | 2 - 2 | Torino           | Turin |
| jeudi 24 mai 1922 | Buteurs inconnus |       | Buteurs inconnus | Turin |

## Effectif du club
Effectif des joueurs du Foot-Ball Club Juventus lors de la saison 1921-1922.

## Buteurs
| 9 buts - Pio Ferraris 4 buts - Giuseppe Grabbi 3 buts - Renato Beccuti - Guido Marchi | 2 buts - Giovanni Barale - Gaetano Gallo 1 but - Antonio Bruna - Giovanni Masera - Cesare Sereno - Steffanoni |